# The Counterfeit (film 1914)
The Counterfeit è un cortometraggio muto del 1914. Il nome del regista non viene riportato nei credit.

## Produzione
Il film fu prodotto dalla Balboa Amusement Producing Company. Venne girato a Long Beach, la cittadina californiana sede della casa di produzione.

## Distribuzione
Distribuito dalla University Films, il film - un cortometraggio di due bobine - uscì nelle sale cinematografiche statunitensi nel luglio 1914.